# Apache XML
Проект Apache XML — часть Apache Software Foundation, фокусирующаяся на проектах, относящихся к XML.
Содержит несколько подпроектов:

## Активные подпроекты
- Xerces: Парсер XML для Java, C++ и Perl.
- Xalan: Процессор стилей XSLT для Java и C++ which. Встроена поддержка языка XPath.
- AxKit: Фреймворк веб-публикаций в mod perl.
- XMLBeans: Инструмент связывания данных между приложениями на Java и документами в XML-формате.

## Проекты, относящиеся к вебсервисам
- SOAP: Старая реализация SOAP. Этот проект основан на реализации SOAP4J от IBM. Она больше не должна использоваться для новых проектов. Вместо неё следует использовать реализацию Axis.
- XML-RPC: Apache XML-RPC — это Java реализация XML-RPC, протокола, использующего XML через HTTP для реализации RPC.
- Axis: Apache Axis — это текущая реализация SOAP для Java и C++. Заменила собой проект SOAP.
- WSIF: Web Services Invocation Framework — это простой Java API для работы с веб-сервисами.

## Более не разрабатываемые проекты
- Crimson: Java-парсер XML, derived from the Sun Project X Parser
- Xang: Framework для быстрой разработки динамических сайтов на ECMAScript (JavaScript)